# Mungjong
Mungjong (korejsky:문경)je město v Jižní Koreji v provincii Severní Kjongsang. Urbanizované centrum se nachází v Čomčchonu. V roce 1995 byl Čomčchon sloučen s okolním venkovským okresem Mungjong a vzniklo tak město Mungjong. Okres Mungjong byl poprvé zmíněn v roce 1390. V období Čoson bylo vytvořeno 8 provincií a Mungjong se stal součástí Kjongsangu. První železnice byla postavena za japonské okupace. Čomčchonská železniční stanice byla otevřena 25. prosince 1924. Větší rozvoj nicméně nastal nastal až po korejské válce, kdy byla postavena železnice do sídla Kaun s cílem využít místní zásoby uhlí.

## Podnebí
Díky poloze ve vnitrozemí pod pohořím Tchebek má Mungjong kontinentální podnebí. Počet dnů bez mrazu je výrazně nižší, než je tomu v pobřežních oblastech Jižní Koreje. Roční průměrná teplota se pohybuje kolem 11 °C a roční úhrn srážek kolem 1300 mm. Jako v celé Jižní Koreji je podnebí monzunové, nejvíc srážek spadne v létě a naopak v zimě skoro neprší.

## Obyvatelstvo
Téměř všichni obyvatelé (99,7%) jsou Korejci. Populace klesá kvůli stěhování lidí do velkých městských center, jako je Tegu a Soul. Nevyvážená porodnost a úmrtnost také hraje svou roli. V roce 2003 město zaznamenalo 1,6 porodů na den, ale 2,3 úmrtí. To pravděpodobně odráží odchod mladých lidí v plodném věku do velkoměst.